# Jacques Gautron
Pour les articles homonymes, voir Gautron.
Cet article possède un paronyme, voir Jacques Gautheron.
Jacques Gautron est un agriculteur et un homme politique français né le 7 janvier 1892 à Sours (Eure-et-Loir) et mort à Chartres le 3 janvier 1974.

## Biographie
Il fait ses études à l'école communale de Sours d'abord, puis au lycée Marceau, à Chartres.
Il fait son service militaire quand éclate la Première Guerre mondiale et quitte l'armée avec le grade de maréchal des logis au 32e régiment de dragons. Sa conduite au feu lui vaut l'attribution de la croix de guerre.
Fils d'un agriculteur — conseiller municipal de Sours pendant 33 ans — Jacques Gautron hérite de ces deux fonctions, tout d'abord en reprenant l'exploitation familiale — l'ancienne commanderie de Sours ayant appartenu aux Templiers — puis en entrant à son tour au conseil municipal en 1925. L'année suivante, il devient maire de Sours, après le décès du maire en place, M. Prévosteau. En 1931, il est élu conseiller d'arrondissement puis, en 1934, conseiller général du canton de Chartres-Sud.
En 1938, il se présente aux élections sénatoriales aux côtés du maire de Chartres, Raymond Gilbert, sous l'étiquette vague de Républicains de gauche indépendants et d'union nationale, opposés à des sortants tous issus de la Gauche démocratique radicalisante. Tous deux sont élus et rejoignent le même groupe centriste de l'Union démocratique et radicale, expression sénatoriale de la nébuleuse des Radicaux indépendants.
En sa qualité de conseiller général, il devient membre du conseil d'administration de l'asile d'Aligre.
Jacques Gautron fait partie de nombreuses associations et syndicats comme administrateur ou membre du bureau.
Le 10 juillet 1940, il ne prend pas part au vote des pleins pouvoirs constituants à Philippe Pétain et se retire définitivement de la vie parlementaire.

## Sources
- « Jacques Gautron », dans le Dictionnaire des parlementaires français (1889-1940), sous la direction de Jean Jolly, PUF, 1960 [détail de l’édition]